# Иосиф (Босаков)
Митрополит Иосиф II (в миру Иван Благоев Босаков; 6 декабря 1942, село Славовица, Пазарджикская область) — епископ Болгарской православной церкви, митрополит Американский, Канадский и Австралийский.

## Биография
С 1956 по 1961 год — студент Софийской духовной семинарии. В 1970 году окончил Софийскую духовную академию.
12 апреля 1970 года в Троянском монастыре митрополитом Ловчанским Максимом (Минковым) пострижен в монашество с именем Иосиф в честь праведного Иосифа Аримафейского. 3 мая того же года митрополитом Ловчанским Максимом был рукоположен во иеродиакона, а 27 декабря — во иеромонаха и назначен протосинкеллом Ловчанской епархии.
С июля 1971 года — протосинкелл Софийской епархии.
С 10 октября 1971 года по направлению Священного Синода проходил специализацию в Московской духовной академии. 21 июля 1973 года, после защиты кандидатской диссертации по благословению патриарха Болгарского Максима был возведён патриархом Московским и всея Руси Пименом в сан архимандрита.
По возвращении в Болгарию вновь был назначен протосингелом Софийской епархии.
7 декабря 1980 года был хиротонисан во епископа Величского и назначен вторым викарием Софийской епархии.
С 24 марта 1981 года — игумен Троянского монастыря.
1 апреля 1983 года назначен управляющим Акронской епархией и 17 апреля 1986 года утверждён её митрополитом.
19 декабря 1989 года Священный Синод Болгарской Православной Церкви объединил Нью-Йоркскую и Акронскую епархии в единую Американскую и Австралийскую болгарскую епархию. Митрополит Иосиф стал её митрополитом с кафедрой в Нью-Йорке.
В июне 2008 года митрополит Иосиф, воспользовавшись своим правом ознакомиться со своим прежде секретным государственным досье, обнаружил что с 1980 по 1988 год числился информатором спецслужб социалистической Болгарии, хотя сам того не вполне сознавал. Тем самым он стал первым болгарским духовником, который публично признал свои связи с коммунистическими спецслужбами и объявил, что готов уйти в отставку и уйти в монастырь. Однако, Священный Синод Болгарской православной церкви 1 декабря того же года постановил не принимать его отставки, высоко оценив его архипастырский труд в Америке и призвав его продолжить служение там.
15 февраля 2013 году на заседании Священного Синода Болгарской Православной Церкви, целью которого было определение трёх кандидатов на патриарший престол, был назначен Председателем Центральной комиссии по подготовке Выборного собора.
В конце февраля 2013 года подал прошение об уходе на покой. Владыка Иосиф оповестил, что имеет подготовленного кандидата на своё место и хочет вернуться на постоянное жительство в Болгарию. В епархии США, Канады и Австралии накопилось немало проблем: много лет продолжаются судебные тяжбы болгарского прихода в Чикаго, а болгарские церковные общины в Австралии епархиальный епископ не посещал около 20 лет.